# Gruppenbildungsmethoden
Es gibt verschiedene Gruppenbildungsmethoden, d. h. Methoden, wie sich aus einer Großgruppe Kleingruppen finden. Grundüberlegung muss immer die sein, ob es notwendig ist, Gruppen nach einer bestimmten Regel (z. B. gleiche Verteilung der Geschlechter, der beteiligten Altersgruppen, gleiche Gruppenstärke usw.) einzuteilen oder ob eine freie Gruppeneinteilung möglich ist.
- Einfachste Form ist deshalb die freie Einteilung in Gruppen
- Zudem kann eine Einteilung frei erfolgen bei Vorgabe von Kriterien (die Gruppe muss bspw. 4–6 Personen stark sein).
- Auch Außenkriterien können eine Rolle spielen: So können beispielsweise Leistungshomogene Gruppen oder bewusst leistungsheterogene Gruppen gebildet werden. Dies kann auf Basis von Einschätzungen oder vorher erfolgten Tests passieren. Andere solche Außenkriterien können das Alter, die Größe usw. sein.

Gruppenbildungsmethoden, die auf solche Kriterien verzichten, aber Regeln folgen sind z. B.:
- Wahl der Mitglieder durch zwei (oder X bei X Gruppen) Gruppenköpfe;
- Abzählen durch die Gruppe; jede Person kommt in die Gruppe, deren Nummer sie abgezählt hat;
- das Los.

Schließlich gibt es Spiele zur Gruppenfindung: Letztlich liegen diesen Spielen meist auch die vorgenannten Verfahren zugrunde (wie das Los im Beispiel).
Auch hierzu ein Beispiel:
- Tiergeräusche (bei vier gewünschten Gruppen): Auf Karten werden vier Tiersorten jeweils in der Anzahl der gewünschten Gruppenstärke aufgeschrieben. Es sollte sich um Tiersorten handeln, deren Geräusche gut nachgeahmt werden können (beispielsweise Hund, Katze, Kuh und Schaf). Die Teilnehmer ziehen nun eine der verdeckt gehaltenen und gemischten Karten, sollen sich dann im Raum verteilen, die Augen verschließen und schließlich die Geräusche der Tiere nachahmen. Ihre Aufgabe ist es nun, dass sich die gleichen Geräusche bzw. Tiergruppen zusammenfinden.